# Administration apostolique personnelle Saint-Jean-Marie-Vianney
 (avril 2022).
L'Administration apostolique personnelle Saint-Jean-Marie-Vianney est une juridiction épiscopale brésilienne que l'Église catholique a érigée le 18 janvier 2002, par la réintégration dans la pleine communion avec Rome de l'Union Saint-Jean-Marie-Vianney.

## Historique

### Fondation
Dans les années 1970, Antônio de Castro Mayer, évêque de Campos, maintient la forme tridentine du rite romain dans son diocèse et s'oppose aux réformes de Vatican II. Lorsqu'il doit se retirer, atteint par la limite d'âge en 1981, il est remplacé par un évêque qui accepte dans son diocèse la révision du Missel romain de 1970. Toute une partie du clergé fait sécession avec une bataille pour les églises et même la cathédrale. L'Union sacerdotale Saint-Jean-Marie-Vianney (SSJV) est alors fondée, avec l'abbé Fernando Rifan comme supérieur, sous la houlette de Castro Mayer. Ce dernier se rapproche de la Fraternité sacerdotale Saint-Pie-X (FSSPX) et publie un ouvrage en commun avec Marcel Lefebvre. Il est évêque coconsécrateur aux sacres de juin 1988 et excommunié latae sententiae, c'est-à-dire par le fait même de l'acte.[réf. nécessaire]
Après la mort de Castro Mayer, l'Union Saint-Jean-Marie-Vianney fait appel aux évêques de la Fraternité Saint-Pie X pour le sacre d'un successeur : Licinio Rangel est consacré évêque en 1991.[réf. nécessaire]

### Réconciliation avec Rome
En 2000, lorsque la FSSPX entame un rapprochement avec Rome, l'Union SSJV fait de même. À la rupture du rapprochement par la FSSPX, Rangel décide de continuer les pourparlers. Le 15 août 2001, une lettre d'union au Saint-Siège est adressée au pape Jean-Paul II. Le pape y répond le 25 décembre par une lettre autographe, réglant le statut juridique de l'union et levant toutes les sanctions.[source insuffisante]
Le 18 janvier 2002 le Vatican annonce officiellement le retour dans la pleine communion de l'Église des membres de l'Union sacerdotale Saint-Jean-Marie-Vianney de Campos (Brésil), par une cérémonie où Rangel prononce « la profession de foi et le serment de fidélité au Pontife romain » et l'union est érigée en administration apostolique personnelle.[réf. nécessaire]
Le 18 août 2002, le père Fernando Rifan, vicaire général de l'Union sacerdotale Saint-Jean-Marie-Vianney et collaborateur le plus proche de Licinio Rangel, est sacré évêque à Campos au Brésil par le cardinal Castrillon Hoyos, préfet de la Congrégation pour le Clergé, et par Rangel lui-même. Celui-ci est en effet très malade et meurt le 16 décembre 2002.[réf. nécessaire]

## Organisation

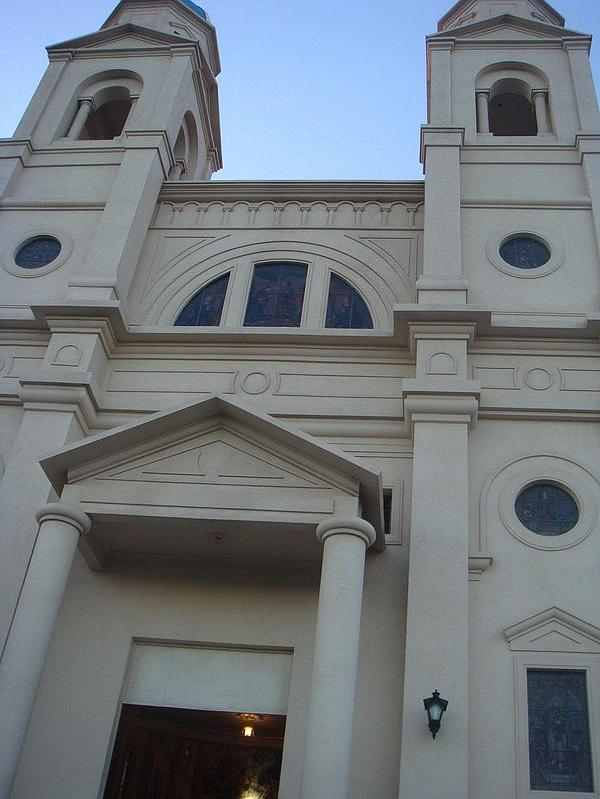
Façade principale de l'église-mère de l'administration.

L'administration étend son apostolat dans une douzaine d'autres diocèses brésiliens en accord avec les ordinaires locaux, initialement dans le cadre du motu proprio Ecclesia Dei et à partir de 2007 dans celui du Summorum Pontificum.[réf. nécessaire]